# Операция «Крусейдер»
Операция «Крусейдер» (англ. Crusader, «Крестоносец») — военная операция 8-й армии Великобритании против вооружённых сил Оси на территории Египта и Ливии в период с 18 ноября по 30 декабря 1941 года в ходе Североафриканской кампании. Победа британцев в ходе операции стала первой победой Великобритании над сухопутными войсками вермахта.

## Подготовка операции
После провала операции «Бэттлэкс» генерал Арчибальд Уэйвелл был заменён Главнокомандующим войсками в Индии Клодом Окинлеком. Силы в Западной пустыне были реорганизованы в 8-ю армию Великобритании под командованием сэра Аллана Каннингема. Основную силу 8-й армии составляли 30-й корпус под командованием генерал-майора Чарльза Мори в составе 7-й бронетанковой и 1-й южноафриканской дивизий. Оставшуюся часть армии составляли 13-й корпус со 2-й новозеландской и 4-й индийской дивизиями. Истощённая 9-я австралийская дивизия под руководством генерала Лесли Морсхеда была заменена на 70-ю британскую пехотную дивизию во главе с генерал-майором Рональдом Скоби и польскую Карпатскую стрелковую бригаду, которая была транспортирована Королевским флотом.

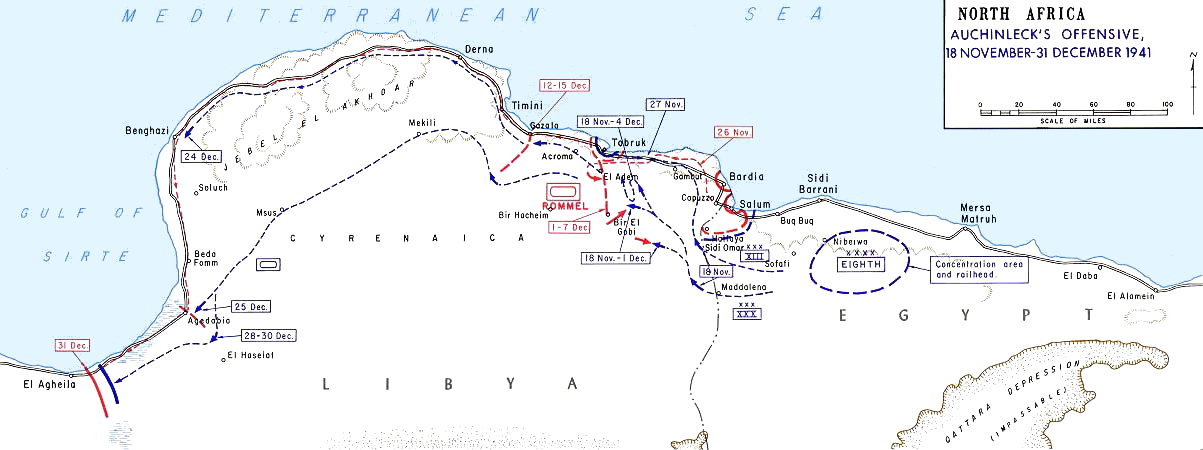
Карта боевых действий.

Для проведения операции 8-я армия была увеличена до семи подразделений, в результате чего количество танков превысило 700 единиц (в числе них были американские «Стюарты» и новые британские «Крусейдеры», благодаря которым операция и получила своё название). Пустынные военно-воздушные силы насчитывали 724 самолёта.
Силам союзников противостояла танковая армия «Африка» генерала Эрвина Роммеля, и Немецкий Африканский корпус, в состав которого входили 15-я и 21-я танковые дивизии, а также 90-я лёгкая пехотная дивизия. Их поддерживали 154 танка шести ослабленных итальянских дивизий, реорганизованных в три корпуса. Военно-воздушные силы Оси насчитывали примерно 750 самолётов.

## Ход операции
18 ноября 1941 года 8-я армия Великобритании начала внезапное наступление в северо-западном направлении от своей базы в Мерса-Матрухе. 7-я бронетанковая дивизия должна была вступить в бой с Африканским корпусом, а 30-й корпус должен был организовать совместные действия с 70-й пехотной дивизией против итальянской дивизии «Савона» в районе Бардии. Однако наступление прекратилось из-за серьёзных потерь союзников в танковом сражении у Сиди-Резега. 30-й корпус и 70-я дивизия также попали под тяжёлый артиллерийский обстрел дивизий Роммеля. Танки Великобритании потерпели поражение и при Бир-эль-Гоби от итальянской 132-й танковой дивизии «Арьете» — 50 уничтоженных британских танков против 34 итальянских.
21 ноября Роммель предпринимает массированное наступление при поддержке люфтваффе с целью выйти к египетской границе, в тыл к британским войскам. В панике генерал Каннингем выступал за всеобщее отступление, но Окинлек был непреклонен и твёрдо решил до конца защищать позиции. В итоге манёвр Африканского корпуса не удался из-за нехватки горючего и отчаянного сопротивления 4-й индийской дивизии.
26 ноября Каннингем был освобождён от занимаемой должности. Командующим 8-й армией Окинлек назначил Нила Ричи, заместителя своего начальника штаба. К 27 ноября ситуация окончательно складывается в пользу союзников: 30-й корпус был восстановлен после атаки Роммеля, а 2-я новозеландская дивизия соединилась 26 ноября с гарнизоном Тобрука.
27 ноября нападение главных сил английской 7-й бронетанковой дивизии (пополненные 4-я и 22-я танковые бригады) на отходящую немецкую 21-ю танковую дивизию было отбито. 1 декабря Роммелю удалось отрезать от гарнизона Тобрука и окружить 2-ю новозеландскую дивизию, которая с большими потерями прорвалась обратно к египетской границе.
Тем временем введённая из резерва 2-я южноафриканская дивизия блокировала прижатую к морю итальянскую дивизию «Савона», сменив 4-ю индийскую дивизию, двинувшуюся на соединение с 7-й бронетанковой дивизией. Авангард 4-й индийской дивизии 4-5 декабря атаковал итальянцев у Бир-эль-Гоби, но был разбит подоспевшими немецкими танками.
7 декабря Роммель принимает решение отступить на юго-запад от Тобрука к укреплённой линии в Эль-Газала. Окинлек и Ричи продолжали наступление на войска Оси, вытеснив их к 28—30 декабря к Эль-Агейле.

## Результаты
Успех операции ликвидировал угрозу выхода войск стран Оси к Суэцкому каналу, но их опорные пункты на границе Ливии и Египта оставались, несмотря на рекомендацию Роммеля об эвакуации по морю, чтобы блокировать прибрежную дорогу и связать войска союзников. 
В начале декабря союзники решили, что зачистка пограничных позиций от войск противника необходима для очистки линий снабжения и поддержания темпа их продвижения. 2 января 1942 года капитулировал немецко-итальянский гарнизон в Бардии, 12 января в Эль-Соллуме, 17 января в проходе Халфая. В итоге число пленных превысило 30 000 человек. 8-я армия, хотя и сильно измотанная боями, продолжала оттеснять войска противника.